# U1 (Frankfurts tunnelbana)
Linje U1 i Frankfurts tunnelbana har 20 stationer och är 12,3 kilometer lång. Den går i nord-sydlig riktning mellan stationerna Ginnheim och Bahnhof Frankfurt-Süd.